# Politiquerías
Pour plus de détails, voir Fiche technique et Distribution.
Politiquerías est une comédie du cinéma américain en langue espagnole de James W. Horne mettant en scène Laurel et Hardy, adaptée de Quand les poules rentrent au bercail (Chickens Come Home) et destinée au marché hispanophone.

## Synopsis
« En el pasado de todos los hombres existe una indiscreción que quisieran ocultar. Los Sres. Laurel y Hardy tienen cerca de treinta o cuarenta que desearían sepultar. »
Oliver Hardy est un honnête homme qui aspire à la respectabilité d’un notable. Ainsi, patron d’une entreprise d’engrais et de fertilisants, jeune marié, il brigue le poste de maire de la ville. Il prépare un discours pour sa campagne électorale avec son bras droit et associé, Stan Laurel, lorsqu'une ancienne maîtresse lui rend visite, bien décidée à le faire chanter au moyen d'une photo compromettante.
L’arrivée de l'importune est suivie de celle de Mrs Hardy à laquelle Oliver a du mal à cacher la présence de la première visiteuse. Il y parvient mais celle-ci le somme de la rejoindre le soir même alors qu’il donne chez lui une réception importante pour sa campagne électorale. C'est au pauvre Stan, déjà bien embarrassé d'une épouse autoritaire, qu'il demande de le tirer d'embarras. Il l'envoie à sa place auprès de son ancien flirt pour tenter de la contenir tandis qu'il tente vainement de s'éclipser de chez lui. Finalement, Laurel, incapable de la maîtriser, sera obligé de la suivre chez Hardy, suivi à la trace par sa propre épouse.

## Fiche technique
- Titre original : Politiquerías
- Réalisation : James W. Horne
- Scénario : H. M. Walker (dialogues)
- Photographie : Jack Stevens
- Montage : Richard C. Currier
- Son : Elmer Raguse
- Production : Hal Roach
- Société de production : Hal Roach Studios
- Société de distribution : Metro-Goldwyn-Mayer
- Pays d’origine : États-Unis
- Langue : espagnol
- Format : Noir et blanc - 35 mm - 1,37:1  -  sonore
- Genre : comédie
- Longueur : six bobines
- Date de sortie : Costa Rica : 1er mai 1931

## Distribution
Source principale de la distribution :
- Stan Laurel : Stanley
- Oliver Hardy : Oliver Hardy

Reste de la distribution non créditée :
- Enrique Acosta :
- Hadji Ali : l'artiste régurgitateur
- María Calvo :
- Abraham J. Cantu : le magicien
- Rina De Liguoro : l'ancienne petite amie d'Oliver
- Nelly Fernández :
- James Finlayson : le valet
- Carmen Granada : Mrs Laurel
- Charlie Hall : le groom d'ascenseur
- Linda Loredo : Mrs Hardy
- Ellinor Vanderveer : une invitée

## Autour du film
Politiquerías est un remake en langue espagnole de Quand les poules rentrent au bercail (Chickens Come Home) auquel il emprunte même des plans. C'est pourtant un long-métrage alors que l'original est moitié moins long. L'allongement de la durée tient principalement dans le rajout de près de 20 minutes d'un épisode supplémentaire narrant la réception donnée chez Oliver Hardy qui n'est initialement qu'un simple dîner. Il se compose de deux numéros d'artistes, celui d'un magicien et celui d'un « régurgitateur » et n'apporte pas grand-chose au scénario. Il repose aussi sur une invraisemblance : le rendez-vous de Hardy et son ancienne relation est resté fixé à 19h00 comme dans la première version. Alors que dans celle-ci Hardy passe à table tandis que Laurel arrive à sa place au rendez-vous. Dans la seconde version, le spectacle qui est censé se passer après le dîner est inséré avant l'arrivée de Laurel. Cette incohérence horaire est nécessaire pour ne pas perturber le fil de l'histoire par l'ajout du spectacle. Il faut cependant noter les efforts pour tenter de l'intégrer en faisant participer James Finlayson de manière conséquente au spectacle, ce qui lui permet d'avoir un rôle plus étoffé dans Politiquerías que dans Chickens Come Home où il est véritablement relégué au second plan.

L'allongement est aussi donné par un jeu d'acteur différent et un scénario qui développe plus certaines scènes. Ainsi certains gags sont ajoutés, comme lorsque dans la version originale Hardy sonne son secrétaire pour faire appeler Laurel, dans Politiquerías il appelle un premier secrétaire, lui demandant de faire venir une deuxième, puis un troisième collaborateur pour faire venir une quatrième secrétaire pour demander à ce qu’elle appelle Laurel. 

La difficulté de diction et l'exagération de l'articulation dans une langue qui ne leur est pas familière allonge notablement le jeu des deux acteurs mais il est toutefois visible qu'ils ont disposé de plus de temps et il y a plus de mimiques et de place laissée aux expressions que dans la version anglophone. De la même manière, si l'on compare le rôle de Rina De Liguoro à celui de Mae Busch, la première finit par avoir plus de présence à l'écran. 

Il est à noter l'extrême ressemblance entre les deux actrices, ce qui a permis d'utiliser des plans communs dans les deux films, notamment lorsqu'au volant de sa voiture, leur personnage recule et heurte le véhicule de la commère qui espionne Laurel. La voiture tombe littéralement en pièces détachées alors que le choc ne semble pas particulièrement violent et cela constitue un gag visuel qu'il aurait été particulièrement onéreux de devoir refaire avec deux actrices différentes. Dans le même esprit, les deux actrices jouant le rôle de la commère n'ont visiblement pas le même âge, mais un costume identique et surtout un chapeau et de grosses lunettes font parfaitement illusion.

Par contre et malgré tous les soins apportés, cela a conduit à deux erreurs de raccord. Dans la version anglaise, Stan Laurel tourne toute la première scène avec un pansement à l'index de la main droite. Sur les plans de la première version montés dans Politiquerías on peut le remarquer, surtout qu'a été utilisé un seul gros plan des mains de Laurel lorsqu'il casse la mine de son crayon. Cela démontre aussi que les films n'ont pas été faits à la chaîne, plan par plan en langues distinctes, mais ont été tournés séparément à des périodes distinctes.

Lorsque l'on visionne les deux films simultanément, on remarque aussi que le jeu d'Oliver Hardy dans Politiquerías est beaucoup plus extériorisé et joué sur un mode plus expansif. Est-ce la présence de ses deux partenaires plus expressives elles aussi, qui l'entraîne, ou une volonté de la mise en scène qui veut donner au film en version hispanophone un côté latin ? Par exemple, lors de la soirée, lorsqu'il est interrompu plusieurs fois par le téléphone à la grande colère de son épouse, il y a une gradation de cette colère qui est rendue plus franchement et vertement dans la deuxième version. Dans la première version, la colère de Mrs Hardy va la conduire à frapper Oliver au visage en aparté. Dans Politiquerías, il est frappé de la même manière alors que dans l'original elle se contentait d'un regard furibond, le paroxysme étant rendu avec une Mrs Hardy brisant un vase de fleurs sur la tête de son mari, ce qui rend l'aparté moins crédible mais la dimension comique plus efficace.

Il est indéniable que l'on se trouve devant deux films différents consécutivement à la volonté des Studios Hal Roach de ne pas procéder par la technique de doublage pour ses premières comédies parlantes. La transformation en un long métrage n'est pas des plus adroites mais n'a rien à voir avec Noche de duendes ou Les Carottiers où il s'agit d'un  mix pur et simple de deux courts-métrages avec un résultat pas toujours très heureux. Le soin apporté à la réalisation de Politiquerías dans ce qu'il comporte de spécifique et l'intervention de James Finlayson font oublier le côté régime grossissant du film et on peut très bien préférer la version hispanophone à l'original anglophone.